# Gaoke Xi Lu
Gaoke Xi Lu (chiń. 高科西路站) – stacja metra w Szanghaju, na linii 6 i 7. Zlokalizowana jest pomiędzy stacjami Linyi Xincun, Dongming Lu, Yuntai Lu i Yanggao Nan Lu. Została otwarta 29 grudnia 2007.